# Jan Piwczyk
Jan Piwczyk (ur. 1897, zm. 1972) – rytownik polskich znaczków pocztowych zatrudniony w PWPW w Warszawie w okresie międzywojennym. Od 1943 zajmował się rytowaniem znaczków pocztowych dla poczty III Rzeszy. Po zakończeniu II wojny światowej pracował dla poczty niemieckiej rytując znaczki dla RFN i Berlina Zachodniego.

## Dzieła
Znaczki pocztowe (z pominięciem walorów podstawowych z późniejszymi nadrukami):

1937:
- POLSKA: seria widokowa (Katowice, Gmach Sejmu Śląskiego), 20 groszy.

1938:
- POLSKA: XX-lecie odzyskania niepodległości: prezydent Ignacy Mościcki, 25 gr. (z bloka).
- POLSKA: prezydent Ignacy Mościcki, wydanie obiegowe, 25 i 30 gr.
- POLSKA: Pomoc zimowa, wydanie dobroczynne, 5+5 gr., 25+10 gr., 55+15 gr.
- POLSKA: seria historyczna: Kazimierz III Wielki zakłada Akademię Krakowską, 10 gr./ Stefan Batory pod Wielkimi Łukami, 30 gr./Konstytucja 3 maja, 55 gr./Jan Henryk Dąbrowski, Tadeusz Kościuszko, Józef Poniatowski, 75 gr.

1939:
- POLSKA: 25. rocznica wymarszu Legionów Piłsudskiego, 25 gr.

1943:
- III RZESZA: 100. rocznica urodzin Roberta Kocha, 12+38 fenigów.
- III RZESZA: Niemieckie Towarzystwo Złotnicze, seria 2 znaczków, 6+4 i 12+88 fenigów.
- III RZESZA: Dzień Wehrmachtu: radiostacja polowa, 6+9 fenigów/atak sztukasów, 25+15 fenigów.

1944:
- III RZESZA: 55. rocznica urodzin Hitlera, 54+96 fenigów.
- III RZESZA: Reichsarbeitsdienst, 12+8 fenigów.

1950:
- BERLIN ZACHODNI: Niemiecka Wystawa Przemysłowa, 20 fenigów.

1951:
- RFN: Pomoc humanitarna, seria 4 znaczków, 4+2, 10+3, 20+5 i 30+10 fenigów.
- RFN: Wilhelm Röntgen, 30 fenigów.

1952:
- BERLIN ZACHODNI: Adolf von Menzel, 10 fenigów.
- RFN: Światowy Związek Luteran, 10 fenigów.
- RFN: Schroniska młodzieżowe, seria 2 znaczków, 10+2 i 20+3 fenigi.
- RFN: Theodor Fliedner, 20+10 fenigów.

1953:
- RFN: Wystawa Transportu Niemieckiego w Monachium, 4 fenigi.